# 服部中庸
服部 中庸（はっとり なかつね、宝暦7年7月16日（1757年8月30日） - 文政7年3月14日（1824年4月13日））は江戸時代後期の国学者。後に渡辺に改姓し、また箕田と名乗る。本姓は源氏。通称は義内。号は水月、楓陰、茂翁。松坂詰和歌山藩士で、本居宣長に国学を学び、後に京都に移る。
『古事記』の天地開闢を独自に解釈した『三大考』を著し、国学者の間で大論争を起こした。

## 生涯

### 出自
宝暦7年（1757年）7月16日、和歌山藩士服部三右衛門時中の長男として伊勢国松坂に生まれた。幼名は和助、元服後八太郎と称する。

### 鈴屋入門
天明5年（1785年）、祖父時保の師だった本居宣長に入門した。天明7年（1787年）父時中が与力に就任し、中庸はその跡目を継いだ。
入門当初より天文に興味を示し、天明8年（1788年）宣長の『天地図』下書を借り、天明9年（1789年）3月には『天地初発考』を成し、再稿を重ねて寛政3年（1791年）5月25日『天地考』『三大考』を完成させた。この頃の住所は大手門左側御鷹部屋奥、現在の松阪市民病院付近。
寛政6年（1794年）、本居宣長が和歌山藩主徳川治宝に招かれた時には諸方周旋に務めた。寛政末年、庭の楓の大木に因み、宣長より「うらやましかゝるかへての陰しめて若葉のやよひもみち葉の秋」の歌とともに楓陰の号を贈られた。
享和元年（1801年）9月13日、新座町本居大平宅で月見の宴に参加した帰途、歌文だけに執心せず、神代の道についても考究するよう宣長に諌められたが、宣長はその夜風気に当たり、29日に世を去った。

### 宣長死後
宣長の死後、『三大考』を巡って議論が紛糾した。中庸も自説の再考を試み、享和2年（1802年）「三大追考序」を草したが、刊行には至らなかった。また享和3年（1803年）1月、宣長の遺志を継いで愛宕町鈴ノ森に学問所の創設を建言したが、これも聞き入れられなかった。
本業の藩職では順調に出世し、文化4年（1807年）には松坂城代与力に至るも、家族を失い、また自身も病気がちとなり、失意の時を過ごし、間もなく致仕を願い出た。

### 隠居
文化5年（1808年）12月13日致仕を許され、剃髪して茂翁と号した。奉行同心服部三右衛門の元に身を寄せた後、文化6年（1809年）2月上京、文化9年（1812年）11月田丸広泰寺で出家した。文化10年（1813年）『平安人物志』では蛸薬師通室町西入ルを住所としている。文化11年（1814年）5月和歌山福町本吉左衛門方に逗留し、大和国、河内国、和泉国、京都、大坂、丹波国、丹後国、但馬国、和歌山、熊野、橋本、伊勢国、尾張国、近江国を歴遊、文化13年（1816年）11月帰京し、錦小路通室町西入ルの水月庵に落着した。
一方、その頃京都では宣長の遺弟が錦小路に鐸屋を構え、城戸千楯を中心に鈴屋の勢力拡大が図られていたが、専ら歌道に関心を寄せた千楯とは感覚的に折り合わず、『三大考』論争が過熱するにつれ、その発端たる中庸に対し千楯は日々不満を募らせていった。
そんな中、文政6年（1823年）7月7日、著書上覧のため上京していた平田篤胤と鐸屋で遭遇し、古道研究の後継者と目し、義兄弟の契りを交わすまでになった。鈴屋の間で異端と見做されていた篤胤と接近したことで、千楯との対立は決定的なものとなった。10月19日、篤胤と共に和歌山の本居大平を訪れる予定だったが、支飲が悪化し同行できなかった。入浴、食事、飲酒も困難となり、翌文政7年（1824年）3月7日大平に詠み送った「つひにゆく道とききつることの葉をけふはわが身にしるぞはかなき」が辞世となり、3月14日死去した。法号は青楓院春山義翁居士。京都新京極誓願寺に葬られ、松坂高町西方寺には遺髪が納められた。

## 経歴
- 宝暦7年（1757年）7月 - 誕生
- 天明7年（1787年）4月 - 出仕[1]
- 寛政3年（1791年）6月 - 松坂地方手代兼御勝手方御用、切米8石、年々銀1枚[1]
- 寛政9年（1797年）12月 - 支配勘定格御勝手方、切米10石3人扶持、渡辺と改姓[1]
- 寛政11年（1799年）1月 - 肩衣御免、年々銀3枚[1]
- 寛政12年（1800年）12月 - 御勘定見習助兼松坂正米問屋見廻り[1]
- 享和元年（1801年）4月 - 小十人格[1]
- 文化2年（1805年）1月 - 田丸領佐八方御用筋頭取、御城にて御目見[1]
- 文化4年（1807年）9月 - 松坂城代与力、13石[1]
- 文化5年（1808年）12月 - 致仕[1]
- 文政7年（1824年）3月 - 死去

## 著書
『三大考』
天地開闢後、天（あめ）・地（つち）・泉（よみ）の三界に分裂する過程を十図に分けて図示する。天照大御神のいる天が太陽、月読命のいる泉が月となったとした。寛政8年（1796年）、『古事記伝』巻十七に附載された。平田篤胤『霊能真柱』に影響を与えた。
『七大考』
「天地運動旋転并五星生出之考図説」「三大追考之図」「天地真形図」等から成る。太陽と月に加え、五星を考察に組み込む。
『一席夜話』
享和2年（1802年）大黒屋光太夫が白子に帰郷したときの記録。
『松坂風俗記』
文化10年（1813年）頃、本居大平の命で松坂の年中行事や風習を記録したもの。平成17年（2005年）、本居宣長子孫芳野より本居宣長記念館への寄贈資料から発見された。

## 服部家

### 先祖
遠祖は伊勢国司北畠氏家臣で、大河内城の戦いで奮戦した服部民部少輔とも伝えられる。初代三右衛門は寛永12年（1643年）久保田村に生まれ、渡辺義兵衛として庄屋を務める。故あって曲村に移り、紀州藩に仕えて御鷹部屋新組餌飼となる。この頃、紀州本国の渡辺姓の者が処罰されたため、服部姓に改める。城中同心まで進み、正徳4年（1714年）没。
二代義内時保は元禄4年（1691年）生、書役、他借御用筋を務める。本居宣長に国学を学び、晩年魚町で学問、書道を教え、明和末年に死去。三代三右衛門時中は享保12年（1727年）生、天明7年（1787年）松坂町与力となり、12石3人扶持を給され、寛政6年（1794年）死去。その子が四代服部義内中庸である。

### 家族
- 父：服部時中
- 母：美恵 - 城代同心荻原官蔵女、明和4年（1767年）9月11日没[1]
  - 弟：享吉 - 明和2年（1765年）10月4日殀[1]
  - 妹：幾 - 春芳、松井与七郎妻、天保3年（1832年）3月8日没[1]
- 妻：富野 - 小人目付笠原惣七女、文化4年（1807年）4月41歳で没[1]
  - 女：千恵 - 美恵、多羅尾主税妻、文化7年（1810年）24歳で没[1]
  - 子：元吉郎
  - 子：甲斐 - 寛政5年（1793年）4月19日殀[1]
  - 女：町 - 寛政7年（1795年）8月27日殀[1]
  - 養女：八重 - 丸山佐五佐衛門妻、文化4年（1807年）2月8日没[1]
  - 猶子：時方

### 子孫
中庸の実子元吉郎は幼名周吉、病弱のため家督は継がず、古野周国に医術を学び、後に中庸に従って上京して医者となり、渡辺甦翁と号した。嘉永5年（1852年）5月29日64歳で死去した。
代わりに西川弁左衛門永義四男友次郎を猶子に取り、三郎右衛門時方となる。時方は書役見習、組頭を歴任し、万延元年（1860年）10月19日79歳で死去。建蔵時行がこれを継ぐ。
子孫は松阪に住み、祖母の実家として入家した服部周平は昭和26年（1951年）東海印刷株式会社を設立し、伊勢新聞社長を兼ねる。